# Sainte-Montaine
Sainte-Montaine – miejscowość i gmina we Francji, w Regionie Centralnym, w departamencie Cher.
Według danych na rok 1990 gminę zamieszkiwało 206 osób, a gęstość zaludnienia wynosiła 4 osoby/km² (wśród 1842 gmin Regionu Centralnego Sainte-Montaine plasuje się na 933. miejscu pod względem liczby ludności, natomiast pod względem powierzchni na miejscu 72.).